# 1914 في الجزائر
الأحداث من عام  1914 في الجزائر.

## الأحداث
- اندلاع انتفاضة قبائل جزائرية أهمها قبيلة بني شقران تقع في اساسا في منطقة بلدية الفراقيق بولاية معسكر اين تقع سلسلة جبال بني شقران بالجزائر اثناء الإستعمار الفرنسي للجزائر في 1914 كرد فعل ضد قانون التجنيد الإجباري الذي اعتمدته السلطات المحتلة

## الوفيات
- 20 مارس – أمحمد بن يوسف أطَّفَيِّش (مواليد 1820) – عالم مسلم جزائري ومن الأئمة الإباضية